# We Are Golden
Singles de Mika
Relax, Take It Easy
(2009) Rain
(2009)
Pistes de The Boy Who Knew Too Much
Blame It on the Girls
We Are Golden est un single du chanteur Mika, extrait de son deuxième album The Boy Who Knew Too Much. La chanson a été produite et mixée par Greg Wells.
La chanson parle de l'adolescence, Mika s'étant servi de ses propres expériences. Le clip, aussi bien que les paroles mettent en avant le thème. La chanson a eu un large succès en Europe, même si elle n'est pas restée longtemps dans le classement UK Singles Chart au Royaume-Uni, elle a établi un record en Italie. En France, la chanson a atteint la neuvième position.

## Paroles et historique
La chanson parle de l'adolescence : We are not what you think we are, We are golden (« Nous ne sommes pas qui vous croyez, nous sommes en or »). Dans une interview donnée au Daily Mail en septembre 2009, Mika dit que la chanson parle de se convaincre que l'on est spécial lorsque l'on est adolescent. Il a également dit au Sun que la chanson parle de « choses horribles dans la vie », à cause de ses propres expériences en tant qu'adolescent à l'école.
Dans une interview au magazine Q, Mika dit :
« [We Are Golden est] prétentieuse et agressive, mais de la bonne façon. Elle a un chœur gospel et une chorale d'enfants, mais à l'inverse du premier enregistrement, ils ne chantent pas gentiment, ils hurlent à pleins poumons,. »
— Mika

## Sortie
We Are Golden est diffusée à la radio au Royaume-Uni dès le 20 juillet 2009, sur la BBC. Le 14 août 2009, elle est disponible au téléchargement en Australie puis le 6 septembre au Royaume-Uni. Le single sort sur support physique le 7 septembre, avec des éditions limitées sur vinyle 33 et 45 tours. Aux États-Unis, We Are Golden est exclusivement disponible via l'iTunes Store pour une semaine à compter du 18 août.

## Réception critique
La chanson a reçu des critiques mitigées mais généralement positives.
« We Are Golden ne va probablement pas bouleverser les esprits. Elle ressemble à Jim Steinman faisant High School Musical et est composée de deux sortes de chœurs - gospel et enfants, au cas où vous vous le demanderiez. Mika, pendant ce temps, entre en voix de tête quand il en a envie. Qu'en penser ? Et bien, le bon vieux refrain fait que ses faiblesses peuvent être supportées… tant que l'on n'a pas à regarder le clip aussi, »
—  Nick Levine

## Performance dans les charts
Le single entre dans le UK Singles Chart à la quatrième position le 13 septembre 2009, avant de sortir du top 10 la deuxième semaine chutant à la onzième place. Même si la chanson est devenue le deuxième single de Mika à se classer dans le top 5 au Royaume-Uni, c'est celle qui est restée le moins longtemps dans ce classement avec seulement 7 semaines passées dans le UK Top 100. Le single est sorti en août aux États-Unis, mais n'est pas entré dans les charts. En Italie, il a été un énorme succès, atteignant la 3e place après 18 semaines dans le classement national des singles alors que son deuxième single de l'album The Boy Who Knew Too Much, Rain était encore à la 9e position.

## Clip vidéo
Le clip a été tourné les 9 et 10 juillet 2009 dans les studios d'Elstree. Il a été réalisé par le réalisateur suédois Jonas Åkerlund. Le clip est pour la première fois passé sur la chaîne de télévision Channel 4 au Royaume-Uni le 4 août 2009.
Le clip présente Mika dansant et chantant en caleçon, dans une chambre désordonnée et aux couleurs éclatantes comme une célébration de toutes les années que Mika a passé dansant tout autour de sa chambre quand il était adolescent. « Mika pouvait passer cinq heures consécutives à danser sur Nina Simone, Michael Jackson et les Beastie Boys. »
Selon Mika, « le clip est plein de joie mais il y a du désespoir dedans. C'est comme une cérémonie dans laquelle le garçon dans la chambre supplie le monde de l'aimer,. »

## Charts
| Charts (2009)                       | Meilleure position |
| ----------------------------------- | ------------------ |
| Charts australiens                  | 10                 |
| Charts autrichiens                  | 7                  |
| Charts belges (Flandres)            | 9                  |
| Charts belges (Wallonie)            | 7                  |
| Charts canadiens                    | 15                 |
| Charts hollandais                   | 20                 |
| Charts européens                    | 4                  |
| Charts français                     | 9                  |
| Charts allemands                    | 9                  |
| Charts hongrois                     | 10                 |
| Charts irlandais                    | 14                 |
| Charts italiens                     | 3                  |
| Charts japonais                     | 15                 |
| Charts norvégiens                   | 16                 |
| Charts roumains                     | 71                 |
| Charts espagnols                    | 37                 |
| Charts suédois                      | 3                  |
| Charts suisses                      | 11                 |
| Charts anglais                      | 4                  |
| U.S. Billboard Hot Dance Club Songs | 5                  |

| Chart (2009)    | Position |
| --------------- | -------- |
| Charts italiens | 50       |
| Charts roumains | 54       |
| Charts anglais  | 170      |

## Historique de sortie
| Lieu                 | Date             | Format                    |
| -------------------- | ---------------- | ------------------------- |
| Australie            | 14 août 2009     | Téléchargement de musique |
| États-Unis           | 18 août 2009     | Téléchargement de musique |
| Royaume-Uni, Irlande | 20 juillet 2009  | Diffusion radio           |
| Royaume-Uni, Irlande | 6 septembre 2009 | Téléchargement de musique |
| Royaume-Uni, Irlande | 7 septembre 2009 | CD single                 |
| Italie               | 24 juillet 2009  | Diffusion radio           |

## Personnel
- Mika – chant, claviers, chœurs
- Greg Wells – claviers, batterie, basse, percussions, programmation, guitare
- Tim Pierce -guitare
- Martin Waugh – guitare additionnelle
- Audrey Moukataff – chœurs
- Fortune Penniman – chœurs
- Paloma Penniman – chœurs
- Zuleika Penniman – chœurs
- The Andraé Crouch Choir - chœurs